# Механічний принц
«Механічний принц» (англ. Clockwork Prince) — роман Кассандри Клер, написаний у 2011 році. Це другий роман у трилогії «Пекельні механізми», написаний з точки зору головної героїні, Тесси Ґрей, яка живе в Лондонському інституті серед мисливців за тінями, групи напівянголів/напівлюдей, яких називають нефілімами. Після недавніх провалів Шарлотти, голови Лондонського інституту, Рада мисливців за тінями починає сумніватися в її здатності керувати. Тепер Тесса та її друзі повинні знайти Мортмейна — злого промисловця, який прагне знищити всіх нефілімів у світі — або ризикує втратити контроль над Інститутом.
Книга також містить багато цитат, що стосуються відомих творів вікторіанської літератури, наприклад, «Палац мистецтв» Альфреда Теннісона, «Повість про двоє міст» Чарлза Дікенса та творів Семюела Тейлора Колріджа.
Продовження «Механічного принца» під назвою «Механічна принцеса» було випущено 19 березня 2013 року.

## Сюжет
Після подій попередньої книги Шарлотту Бренвелл у супроводі її чоловіка Генрі, Тесси Ґрей, Вілла Герондейла, Джема Карстерса та Джессамін Лавлейс викликають на засідання Ради мисливців за тінями, щоб дати свідчення щодо її невдачі захопити Акселя Мортмейна, лідера клубу Пандемоніум. Бенедикт Лайтвуд, який тримає образу на Ґренвіля Ферчайлда, батька Шарлотти, переконує консула Вейленда поставити Шарлотті ультиматум: якщо вона не зможе схопити Мортмейна протягом двох тижнів, їй доведеться піти з посади голови Лондонського інституту.
Інститут починає пошуки Мортмейна і з'ясовує, що Конклав убив його прийомного батька-чаклуна Джона Шейда, творця автоматів, і матір Енн ще до підписання Угоди. Шарлотта підозрює, що Мортмейн розпочав кампанію помсти Конклаву після того, як невдало подав заяву на відшкодування збитків. Вона посилає Тессу, Вілла та Джема допитати Алоїзіуса Старквезера з Йоркського інституту, мисливця за тінями, який стратив Шейда. Перебуваючи в Йорку, Вілл дізнається, що його сім'я, включаючи його молодшу сестру Сесілі, живе в садибі Рейвенскар, що належить Мортмейну. Автомат нападає на тріо і попереджає Вілла залишатися на місці, якщо він не хоче побачити вбивство своїх близьких.
Повернувшись до Лондона з порожніми руками, Вілл зізнається Магнусу Бейну, що втік з дому і емоційно закрився від усіх, щоб уникнути прокляття, викликаного демоном, якого він мимоволі випустив з батьківської скриньки Піксіс. Демон сказав Віллу, що він наклав на нього прокляття, через яке всі, хто його любить, помруть, і це прокляття посилилося, коли на наступний ранок після звільнення демона померла старша сестра Вілла. Психічний стан Вілла погіршується, він перестає повертатися додому, і Магнус надсилає листа з проханням до Тесси розшукати його. Вони з Джемом знаходять накачаного наркотиками Вілла в лігві іфритів і приносять його додому. Наступного дня за сніданком Вілл пояснює, що знайшов інформацію про перевертнів, які їдять інь-фен — наркотик, без якого Джем не може вижити. Отримавши негативну відповідь від Вулсі Скотта, голови лондонської зграї перевертнів, Шарлотта підозрює, що Мортмейн найняв перевертнів-ізгоїв для роботи над своїми автоматами.
Ґідеон зближується з Софі під час навчання і відкриває Тесі причину ненависті Бенедикта до Фейрчайлдів: його дядько Сайлас наклав на себе руки після того, як Гренвілл викрив його заборонені стосунки з парабатаєм, через що його мати, Барбара, померла від відчаю. Софі викрадає у Джессамін запрошення на бал у маєтку Лайтвудів, що дає можливість Тессі потрапити на бал під її виглядом. У супроводі Вілла вони дізнаються, що Бенедикт має стосунки з демоном і змовляється з Мортмейном і Нейтом, щоб знищити Шарлотту. У маєтку Вілл помічає Марбаса, демона, який його прокляв, і вирушає за ним.
Шарлотта викликає Мовчазних Братів, щоб затримати Джессамін і допитати її за допомогою Смертельного Меча, після чого її ув'язнюють у Мовчазному Місті. Помирившись, Тесса і Джем потрапляють до в'язниці Джессамін і переконують її зрадити Нейта, домовившись про зустріч. Проте Нейт розгадує план і приносить автомат, щоб зрівняти рахунок. Він розповідає Тессі, що вони насправді кузени. Тесса успішно обманює автомат, щоб той націлився на Нейта і смертельно поранив його, але в процесі перебігу подій Вілл отримує важкі поранення. Перед смертю Нейт вибачається перед Тессою і просить її носити кулон з янгелом, незважаючи ні на що. Після того, як Вілл одужує, він зустрічається з Марбасом. На його подив, Марбас розповідає Віллу, що ніякого прокляття ніколи не було, а Елла померла просто тому, що була отруєна ним, коли захищала Вілла.
Лише за два дні до закінчення терміну захоплення Мортмейна Софі передає Шарлотті інформацію, яку вона отримала від Ґідеона, про правду про смерть його матері та дядька: Барбара Лайтвуд заразилася від Бенедикта демонічною віспою — через його спілкування з демонами — і покінчила життя самогубством, а самогубство Сайласа не має жодного стосунку до родини Фейрчайлд. Шарлотта використовує цю інформацію, щоб шантажувати Бенедикта і змусити його відмовитися від виклику, але Ґідеона виганяють з маєтку Лайтвуд, і він знаходить притулок у Лондонському інституті. Вілл розкриває правду про своє прокляття і зізнається в коханні Тессі, але вона повідомляє йому, що прийняла пропозицію Джема. Вони оголошують про заручини на вечірці з нагоди виправдання Шарлотти, під час якої вона також дізнається, що вагітна від Генрі. Несподівано до Інституту приїжджає Сесілі Герондейл (молодша сестра Вілла) і вимагає, щоб її навчили бути мисливицею за тінями.

## Видання в Україні
Український переклад книги готується до публікації видаництвом «РМ» 2025 року. Переклад з англійської Ірини Кобилінської.